# 新高島站

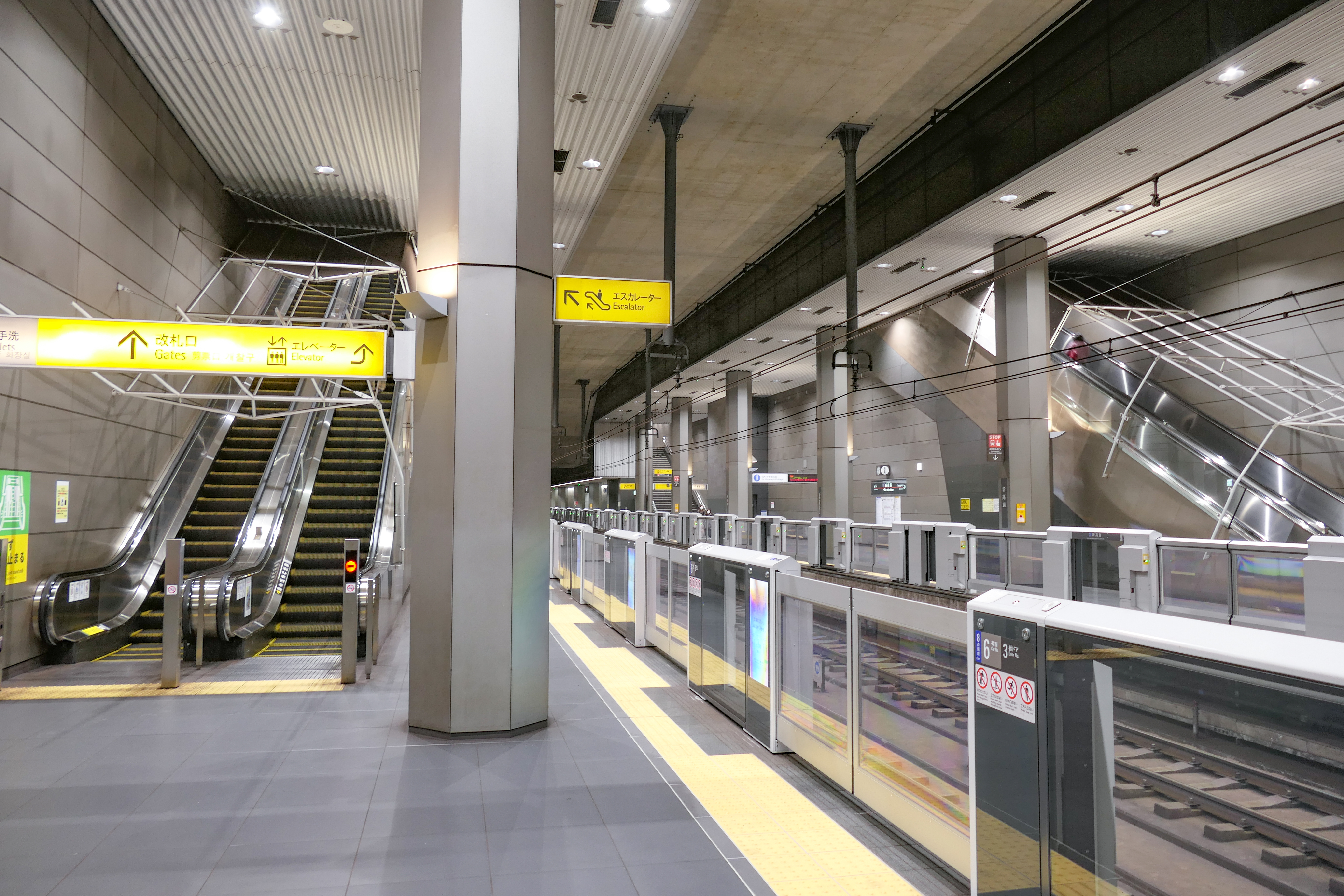
月台（2021年12月）

新高島站（日语：／ Shin-Takashima eki */?）是一個位於神奈川縣橫濱市西區港未來五丁目，屬於橫濱高速鐵道港未來線的鐵路車站。車站編號是MM02。
此站周邊地區獲橫濱市其中一個都心的「橫濱都心」。

## 構造
對向式月台2面2線的地底車站。閘機層位於地下2樓，月台位於地下5樓，是港未來線車站當中位處最深的。設有扶手電梯，升降機。

### 月台配置
| 月台 | 路線     | 方向 | 目的地               |
| ---- | -------- | ---- | -------------------- |
| 1    | 港未來線 | 下行 | 元町·中華街方向      |
| 2    | 港未來線 | 上行 | 橫濱、澀谷、池袋方向 |

## 利用狀況
2016年度的1日平均上下車人次為3,803人。港未來線車站當中上下車人次最少。
開業以來的1日平均上下、上車人次推移如下表。
| 年度               | 1日平均 上下車人次 | 1日平均 上車人次 | 來源            |
| ------------------ | ------------------ | ---------------- | --------------- |
| 2003年（平成15年） |                    |                  |                 |
| 2004年（平成16年） | 2,021              | 833              | [ 県勢要覧 1 ]  |
| 2005年（平成17年） | 4,041              | 1,699            | [ 県勢要覧 2 ]  |
| 2006年（平成18年） | 4,795              | 2,011            | [ 県勢要覧 3 ]  |
| 2007年（平成19年） | 5,681              | 2,410            | [ 県勢要覧 4 ]  |
| 2008年（平成20年） | 5,880              | 2,571            | [ 県勢要覧 5 ]  |
| 2009年（平成21年） | 6,056              | 2,642            | [ 県勢要覧 6 ]  |
| 2010年（平成22年） | 5,367              | 2,356            | [ 県勢要覧 7 ]  |
| 2011年（平成23年） | 5,144              | 2,319            | [ 県勢要覧 8 ]  |
| 2012年（平成24年） | 5,370              | 2,423            | [ 県勢要覧 9 ]  |
| 2013年（平成25年） | 4,714              | 2,126            | [ 県勢要覧 10 ] |
| 2014年（平成26年） | 4,888              | 2,237            | [ 県勢要覧 11 ] |
| 2015年（平成27年） | 3,888              | 1,807            | [ 県勢要覧 12 ] |
| 2016年（平成28年） | 3,803              | 1,738            |                 |

## 相鄰車站
橫濱高速鐵道
 港未來線
■特急、□通勤特急、■急行
通過
■各站停車
橫濱（MM01）－新高島（MM02）－港未來（MM03）

### 來源

#### 條目來源
1. ↑  横浜市都市計画マスタープラン（全体構想）PDF（平成25年〈2013年〉3月発行 / 編集・発行：横浜市都市整備局企画部企画課）

#### 利用狀況來源
私鐵的統計資料
1. ↑  横浜市統計ポータル （页面存档备份，存于） - 横浜市
2. ↑  .   [2018-04-20]. （原始内容存档于2015-09-27）.

神奈川縣縣勢要覽
1. ↑  神奈川県県勢要覧（平成17年度）PDF - 224ページ
2. ↑  神奈川県県勢要覧（平成18年度）PDF - 224ページ
3. ↑  神奈川県県勢要覧（平成19年度）PDF - 226ページ
4. ↑  神奈川県県勢要覧（平成20年度）PDF - 230ページ
5. ↑  神奈川県県勢要覧（平成21年度）PDF - 240ページ
6. ↑  神奈川県県勢要覧（平成22年度）PDF - 238ページ
7. ↑  神奈川県県勢要覧（平成23年度）PDF - 238ページ
8. ↑  神奈川県県勢要覧（平成24年度）PDF - 234ページ
9. ↑  神奈川県県勢要覧（平成25年度）PDF - 236ページ
10. ↑  神奈川県県勢要覧（平成26年度）PDF - 238ページ
11. ↑  神奈川県県勢要覧（平成27年度）PDF - 238ページ
12. ↑  神奈川県県勢要覧（平成28年度）PDF - 246ページ

## 外部連結
- 新高島站 （页面存档备份，存于） - 橫濱高速鐵道（日語）